# Ferdynand Macalik
Ferdynand Macalik (ur. 1887 w Gyulafehérvárze, zm. 15 kwietnia 1954 w Krakowie) – polski kompozytor i wiolonczelista.

## Życiorys
Studiował w Budapeszcie u Karla Nováčka oraz w Wiedniu u Franza Schmidta. Po powrocie do Polski osiadł w 1910 roku w Krakowie, gdzie początkowo występował jako kameralista. W latach 1919–1927 uczył gry na wiolonczeli w Konserwatorium Krakowskim. Od 1927 do 1929 roku przebywał w Monachium, gdzie uczył się gry na violi da gamba i występował jako solista w orkiestrze monachijskiej. Koncertował jako gambista na Węgrzech i w Rumunii. Po powrocie do kraju został profesorem Konserwatorium Krakowskiego. W 1931 roku założył własny kwartet smyczkowy. Od 1945 do 1954 roku był wykładowcą Państwowej Wyższej Szkoły Muzycznej w Krakowie.
Skomponował m.in. poemat symfoniczny Bałtyk-Balaton, Elegię symfoniczną, Marsz żałobny, Prolog symfoniczny, Wariacje, Wielki wale koncertowy, Groteskę taneczną, Małą serenadę polską, Małą suitę polską, Taniec fantastyczny, marsz Zjednoczenie, Melodię i scherzo na wiolonczelę i orkiestrę, Polonez koncertowy na wiolonczelę i orkiestrę, ponadto liczne pieśni na chór a cappella oraz na głos i orkiestrę.